# Macrochilo cribrumalis
Macrochilo cribrumalis (tên tiếng Anh: Dotted Fan-foot) là một loài bướm đêm thuộc họ Noctuidae. Nó được tìm thấy ở châu Âu.

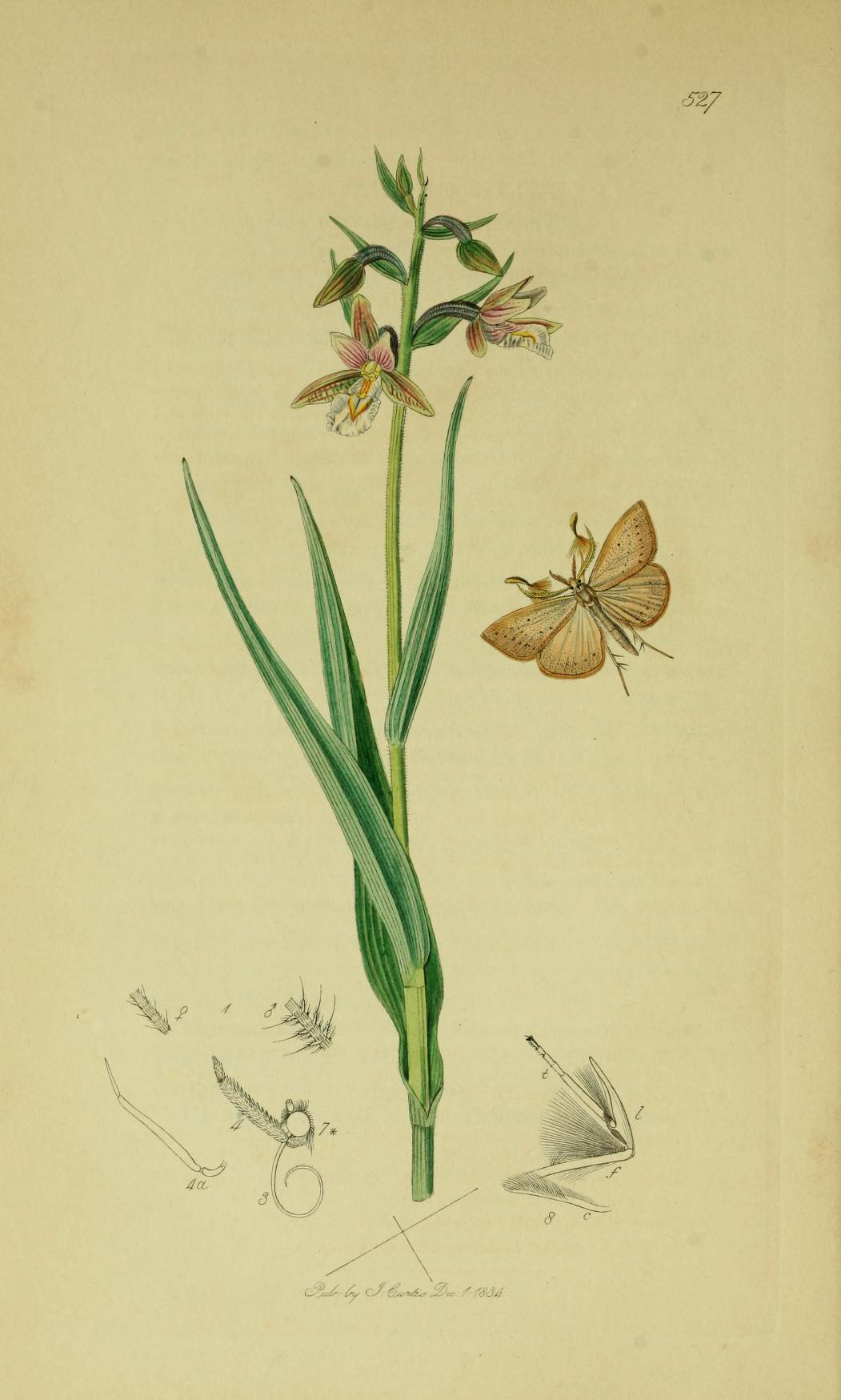
Hình minh họa của John Curtis's British Entomology Volume 6

Sải cánh dài 27–30 mm. Chiều dài cánh trước là 13–14 mm. Con trưởng thành bay làm một đợt from cuối tháng 5 đến tháng 8 .
Ấu trùng ăn các loài various Cyperaceae như Carex sylvatica but also grasses và luzula campestris.

## Hình ảnh

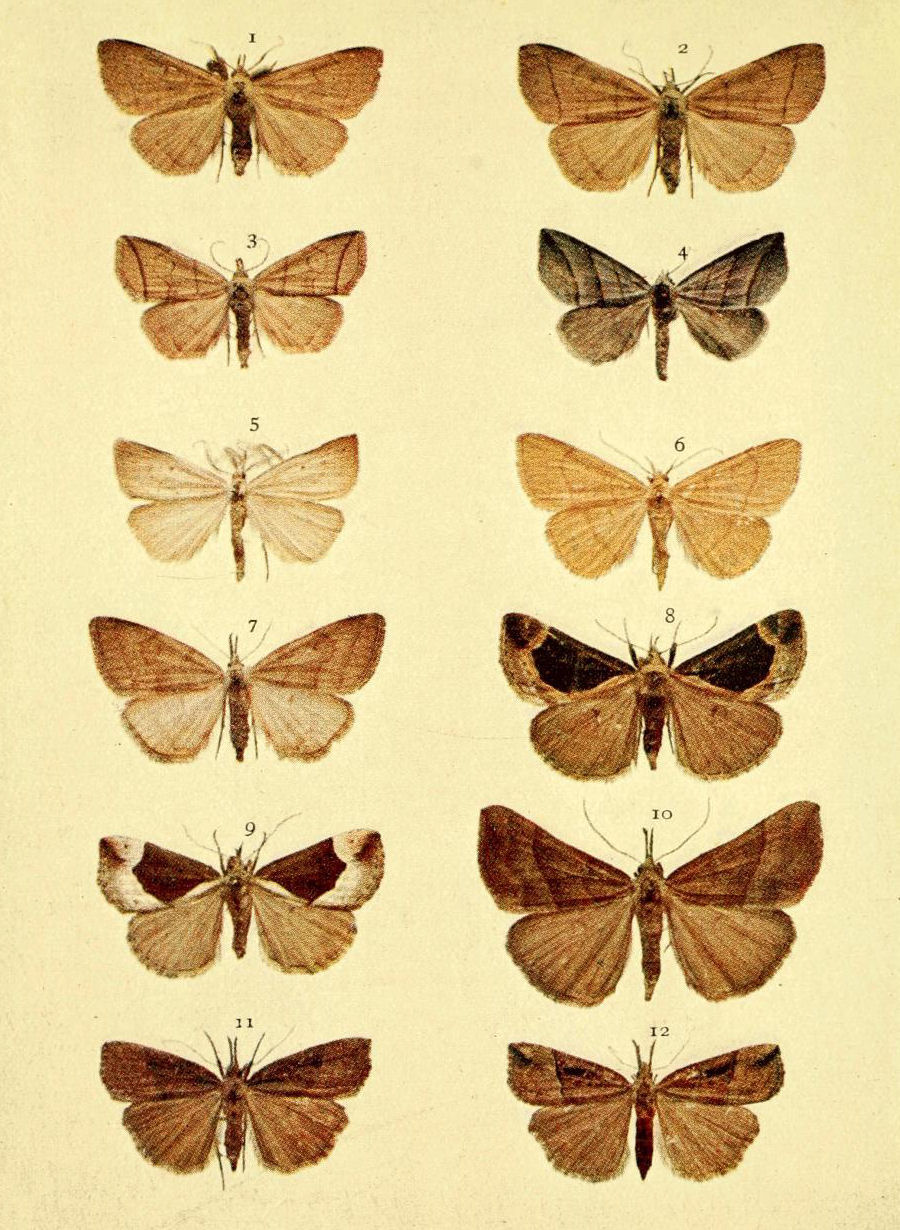